# Stenaelurillus guttiger
Stenaelurillus guttiger é uma espécie de aranha saltadora do gênero Stenaelurillus [en], nativa do sul da África. Foi descrita pela primeira vez em 1901 por Eugène Simon com base em exemplares encontrados na África do Sul e, posteriormente, também identificada em Botsuana, Moçambique e Zimbábue. Inicialmente atribuída ao gênero Aelurillus, a espécie foi transferida para o gênero atual em 1974. A aranha é de tamanho médio, com uma carapaça entre 2,0 e 2,75 mm de comprimento e um abdômen entre 1,8 e 2,9 mm de comprimento. É marrom escuro ou marrom e tem um padrão de pelos brancos no abdômen e na carapaça e um padrão de duas listras na carapaça. O abdômen tem um padrão branco de listras retas e em forma de V e manchas que variam entre os espécimes. A coloração do clípeo e das pernas [en] também pode variar de amarelo a marrom escuro, dependendo do exemplar específico. Ela se distingue de outras espécies do gênero pelo desenho de seus órgãos sexuais. O macho tem um êmbolo [en] curto e semelhante ao de um caranguejo. A fêmea tem um epígino plano com aberturas copulatórias e dutos de inseminação amplamente separados e uma bolsa profunda e estreita. Stenaelurillus guttiger se alimenta de cupins, particularmente Macrotermes [en] e Odontotermes [en].

## Taxonomia
S. guttiger foi descrito pela primeira vez por Eugène Simon em 1901. Inicialmente, foi classificado no gênero Aelurillus, criado por Simon em 1885. O nome do gênero deriva da palavra grega para gato. Em 1974, foi transferido para Stenaelurillus por D. J. Clark com base em sua aparência geral e, particularmente, na semelhança entre as marcas nesta aranha e as do abdômen e carapaça de Stenaelurillus albopunctatus [en]. O gênero Stenaelurillus foi descrito pela primeira vez por Simon em 1886, com a espécie-tipo Stenaelurillus nigricaudus [en].  Em 2015, Wayne Maddison [en] colocou o gênero na subtribo Aelurillina, na tribo Aelurillini, no clado Saltafresia. Dois anos depois, o gênero foi agrupado com outros nove gêneros de aranhas saltadoras sob o nome Aelurillines por Jerzy Prószyński [en].
Entretanto, em 2006, Charles R. Haddad e a aracnologista polonesa Wanda Wesołowska [en] identificaram uma nova espécie, Stenaelurillus natalensis. Foi uma das mais de 500 espécies identificadas por Wesołowska. Essa nova espécie era geralmente semelhante à Stenaelurillus guttiger, mas diferia na ponta do êmbolo [en] dos machos, que era oculta, e na presença de uma câmara no epígino das fêmeas. Em 2018, Dmitri V. Logunov e Galina N Azarkina descobriram que os órgãos sexuais eram semelhantes em todos os espécimes de ambas as espécies e, consequentemente, combinaram-nas sob o nome atual. O holótipo para Stenaelurillus natalensis foi designado como holótipo para Stenaelurillus guttiger.

## Descrição
Stenaelurillus guttiger é uma aranha de tamanho médio. Tem uma forma geral típica do gênero, mas apresenta uma grande variação em padrões e cores. Isso não parece depender da localização geográfica, com, por exemplo, machos com pernas [en] e bulbos palpilares [en] de cores diferentes vivendo frequentemente na mesma área.
A aranha macho tem uma carapaça marrom ou marrom escura em forma de pêra, coberta por escamas, que normalmente mede entre 2,0 e 2,5 mm de comprimento e 1,4 e 1,9 mm de largura. É marcada com duas listras feitas de pelos brancos que vão da frente para trás e, às vezes, mais duas que cruzam de um lado para o outro, e tem um campo ocular [en] preto. O abdômen é mais curto e mais largo, com comprimento entre 1,8 e 2,5 mm e largura entre 1,35 e 2,0 mm, e é marrom ou marrom escuro e coberto por escamas. Tem um padrão que consiste em uma faixa branca e uma forma de V na metade dianteira e manchas brancas na metade traseira, às vezes uma mancha e às vezes três. Ocasionalmente, os pelos brancos das aranhas se desgastam, removendo os padrões. As quelíceras e o clípeo podem ser marrom escuro, marrom a marrom escuro ou marrom amarelado a marrom. Em alguns exemplares, uma cobertura esparsa de pelos brancos cobre o clípeo. As quelíceras podem ter alguns pelos brancos curtos ou uma cobertura densa de pelos brancos longos. As fieiras dianteiras e médias são amarelas, as traseiras são castanho-escuras. As pernas podem ser amarelas, castanhas ou castanho-escuras e os pedipalpos são uma combinação de amarelo e castanho. O cymbium é uma combinação de marrom e amarelo com pelos marrons ou brancos. A aranha se distingue de outros membros do gênero por seu embolo curto, em forma de garra, assentado sobre uma base larga e redonda.
A fêmea é semelhante em forma ao macho, mas maior. Possui uma carapaça que mede entre 2,25 e 2,75 mm de comprimento e entre 1,75 e 2,15 mm de largura, e um abdômen que mede entre 2,0 e 2,9 mm de comprimento e entre 1,85 e 2,2 mm de largura. A coloração é semelhante à do macho, mas às vezes os padrões têm menos complexidade e são menos brilhantes. Por exemplo, um espécime pode ter apenas uma listra e duas manchas no abdômen. O campo ocular é marrom-alaranjado e os pedipalpos são marrom-amarelados. O epígino tem uma placa plana com aberturas copulatórias laterais amplamente separadas e uma bolsa profunda e estreita. Embora seja semelhante à Stenaelurillus furcatus [en], pode ser distinguida pela estreiteza da bolsa do epígino e pela forma como os dutos de inseminação são espaçados.

## Comportamento
A aranha tem sido encontrada principalmente em ambientes arenosos, mas foi observada prosperando em pântanos e em plantas. A espécie é uma caçadora especialista e preda diferentes tipos de cupins, incluindo membros dos gêneros Macrotermes [en] e Odontotermes [en]. A aranha também se alimenta de outras presas como Drosophila e Cicadellidae. A aranha captura sua presa por um processo de agarrar, segurar e injetar veneno em sua presa capturada. Ela produz um veneno especializado que é dedicado à sua presa, ao contrário de outras espécies que produzem venenos de uso mais geral. Ela compartilha um ambiente semelhante com a Stenaelurillus modestus [en], mas as duas espécies não parecem competir por comida ou espaço. Stenaelurillus guttiger também foi encontrada forrageando junto com a Habrocestum africanum [en] e a Langellurillus squamiger.

## Distribuição
Stenaelurillus guttiger tem uma das distribuições mais extensas do gênero, estendendo-se por toda a África Austral. Foi identificada pela primeira vez em Makapansgat e Pretória na África do Sul. Subsequentemente, foi encontrada em todo o país, com exemplares provenientes das províncias de Gauteng, Cuazulo-Natal, Limpopo, Mpumalanga e Noroeste. Foi identificada em Francistown, Botsuana, inicialmente a partir de exemplares coletados em 2006, bem como em Manicalândia e Tsholotsho no Zimbábue. Também foi encontrada na Manica, Moçambique. O holótipo é da Reserva de Caça de Ndumo em Cuazulo-Natal.

### Citações
1. 1 2  World Spider Catalog (2023). «Stenaelurillus guttiger (Simon, 1901)». World Spider Catalog. 24.0. Bern: Natural History Museum. Consultado em 17 de Março de 2023
2. ↑  Fernández-Rubio 2013, p. 125.
3. ↑  Clark 1974, p. 12.
4. ↑  Logunov & Azarkina 2018, p. 4.
5. ↑  Maddison 2015, p. 279.
6. ↑  Prószyński 2017, p. 95.
7. 1 2 3  Haddad & Wesołowska 2006, p. 580.
8. ↑  Wiśniewski 2020, p. 6.
9. ↑  Logunov & Azarkina 2018, pp. 50–51.
10. 1 2  Logunov & Azarkina 2018, p. 48.
11. 1 2 3  Haddad & Wesołowska 2006, p. 576.
12. ↑  Azarkina & Haddad 2020, p. 22.
13. ↑  Logunov & Azarkina 2018, p. 50.
14. 1 2  Logunov & Azarkina 2018, p. 51.
15. 1 2  Logunov & Azarkina 2018, p. 47.
16. ↑  Logunov & Azarkina 2018, p. 54.
17. ↑  Logunov & Azarkina 2018, p. 56.
18. ↑  Pekár et al. 2020, p. 1313.
19. ↑  Pekár et al. 2018, p. 1643.
20. ↑  Pekár et al. 2018, p. 1649.
21. ↑  Pekár et al. 2020, p. 1315.
22. ↑  Wesołowska & Haddad 2018, p. 893.
23. ↑  Wesołowska 2014, p. 620.
24. ↑  Logunov & Azarkina 2018, p. 116.
25. ↑  Simon 1901, p. 71.
26. ↑  Logunov & Azarkina 2018, pp. 48–50.